# Dionysos-Schale

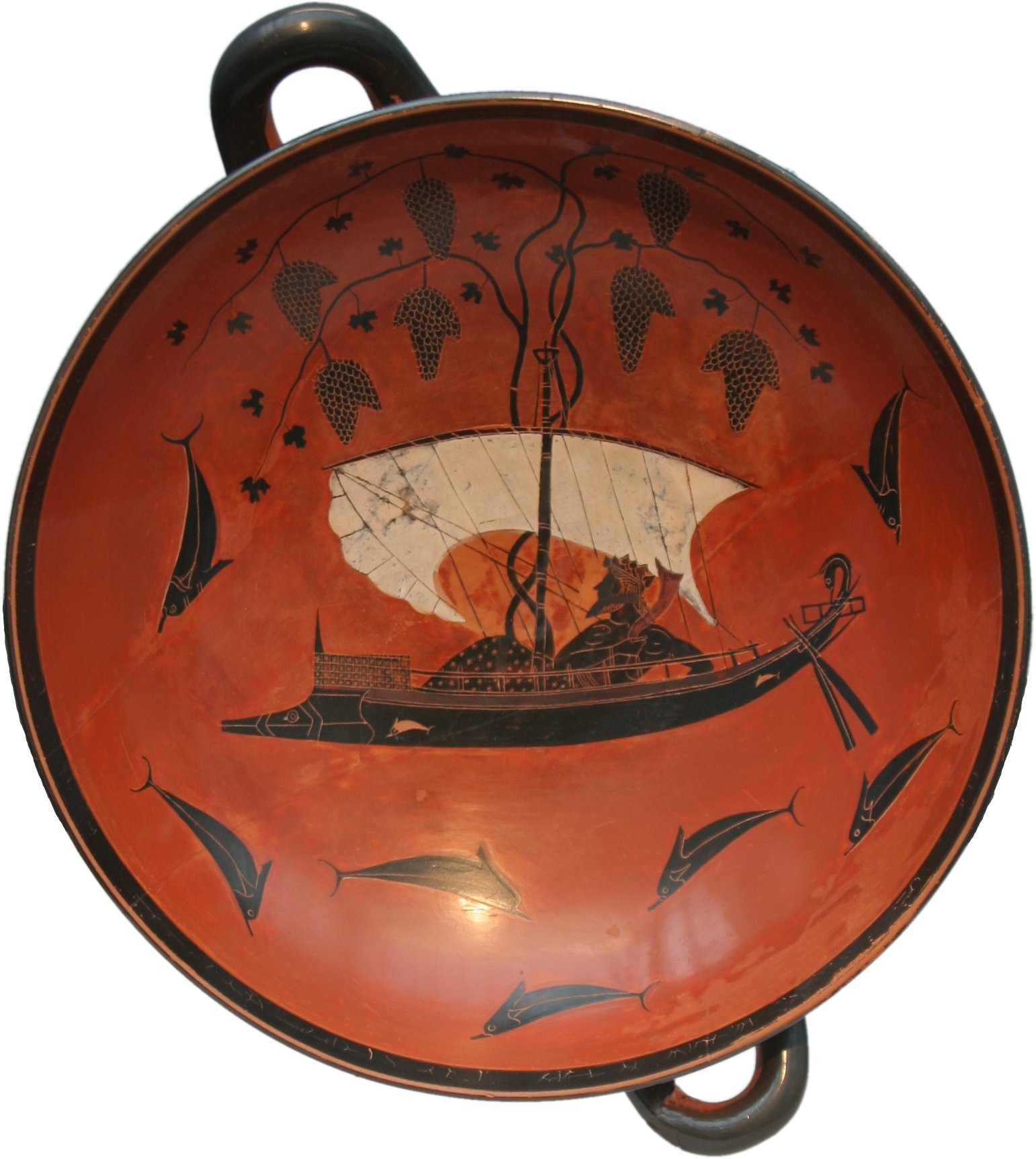
Innenbild der Schale

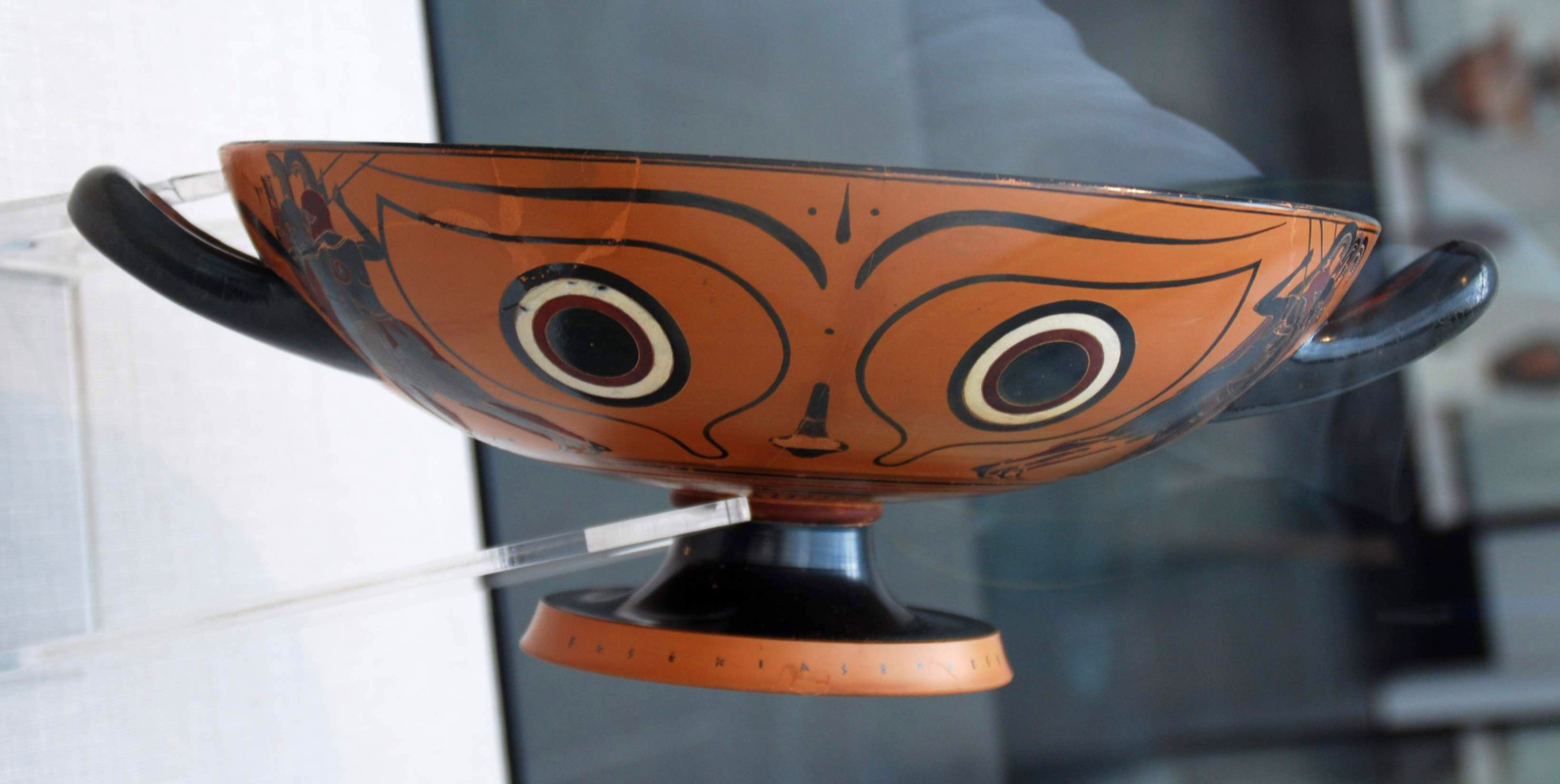
Seitenansicht der Schale

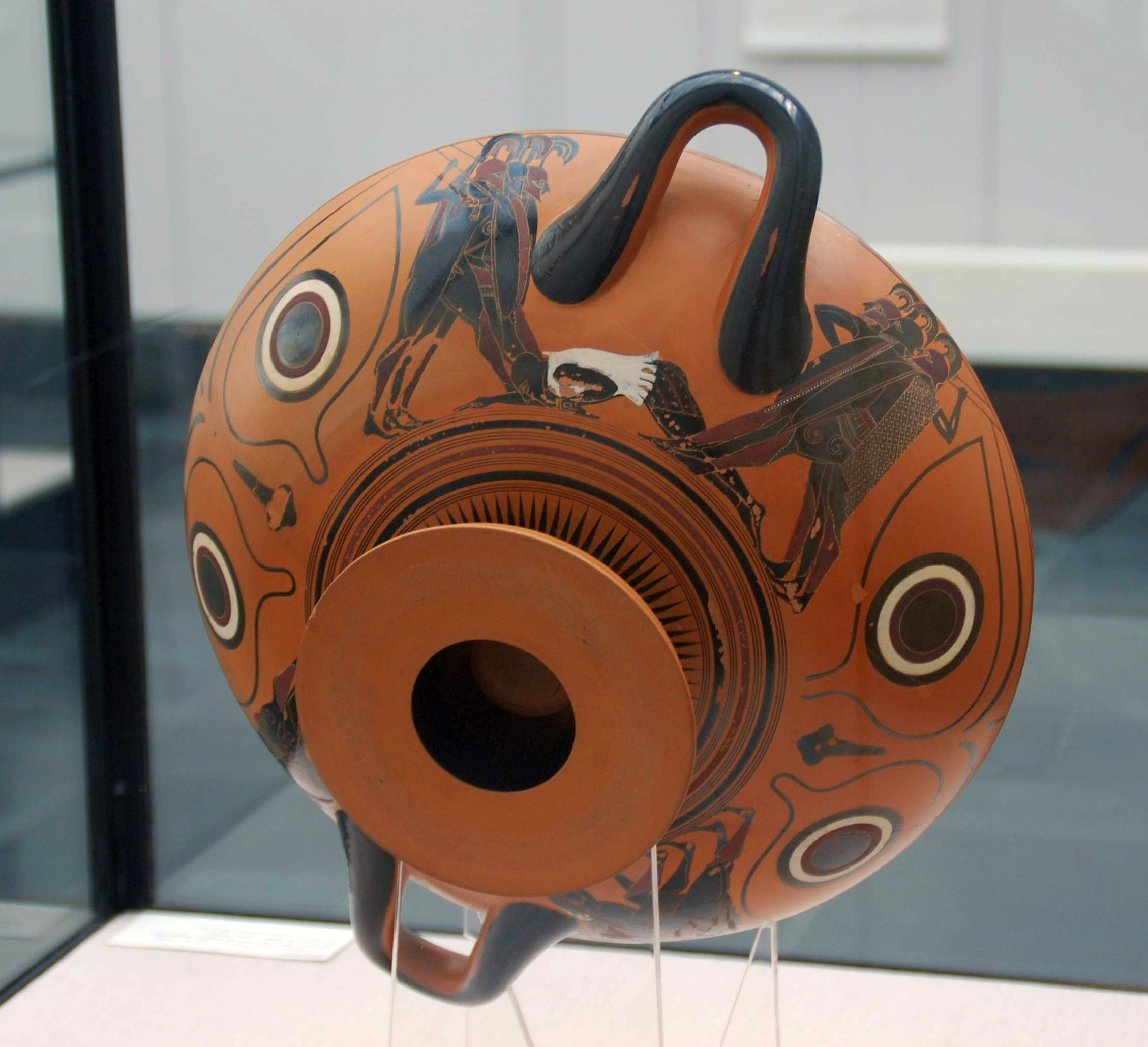
Außenansicht der Schale

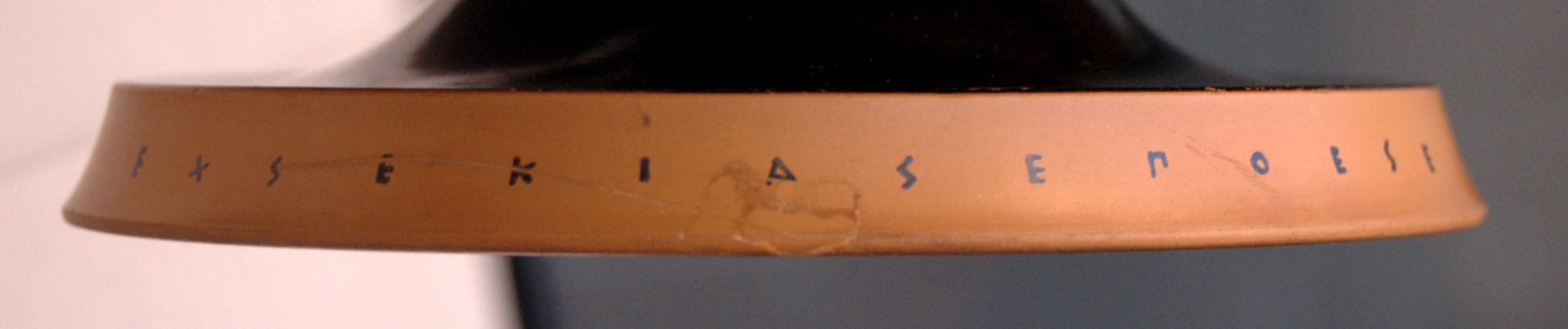
Signatur

Als Dionysos-Schale wird eines der bekanntesten Werke der antiken griechischen Keramik bezeichnet. Die Trinkschale gilt als eines der Hauptwerke des Töpfers und attisch-schwarzfigurigen Vasenmalers Exekias und als eines der bedeutendsten Werke der Staatlichen Antikensammlungen in München, Inventarnummer 8729 (ehemals 2044).
Die Schale wurde bei den Grabungen von Lucien Bonaparte in Vulci gefunden und 1841 für König Ludwig I. von Bayern erworben.

## Form und Typ
Die Vase mit 13,6 cm Höhe und 30,5 cm Durchmesser ist vollständig erhalten und nur aus wenigen Scherben zusammengesetzt. Sie kann Exekias als Töpfer zugewiesen werden, da er sie mit ΕΧΣΕΚΙΑΣ ΕΠΟΕΣΕ – Exekias hat es gemacht am Fuß signiert hat. Eine Zuschreibung an ihn als Maler erfolgte über stilistische Vergleiche. Die Schale wird im Allgemeinen dem Spätwerk des Künstlers als Vasenmaler zugeschrieben, sie dürfte zwischen 540 und 530 v. Chr. geschaffen worden sein.
Die Schale weist diverse technische Neuerungen auf. Exekias nutzte als Töpfer ältere Formen, die er in völlig neuer Form anordnete. Diese Form, der sogenannte Schalentypus A mit dicker Fußplatte, Fußstiel mit Ringwulst sowie weitem, tiefen Becken, sollte binnen kurzer Zeit zur vorherrschenden Form werden. Diese Augenschalen wurden auch erstmals motivisch von Exekias, möglicherweise mit diesem Stück, eingeführt. Da die Augen an die eines Panthers erinnern und auch der Panther zu den Symboltieren des Dionysos gehört, würde das Augenpaar auch motivisch zum Innenbild passen. Später seltener war die Angabe einer Nase zwischen den Augen. Die Verzierung der Henkelzone war ebenfalls neu, wurde aber anders als andere Neuerungen nicht in den üblichen Dekorationskanon aufgenommen. Ebenso wenig die nahezu vollständige Ausfüllung des Tondos, die zwar auch später vor allem vom Penthesilea-Maler übernommen wurde, aber darüber hinaus eher selten Anwendung fand. Bis dahin war es üblich, dass das Innere einer Schale im Allgemeinen von einem vergleichsweise kleinen, gerahmten Tondo mit einem Gorgoneion geschmückt war. Ebenfalls neu, aber nur in einer Zeit des Experiments für wenige Jahre und dann auch nur selten angewandt wurde die Technik des Intentional Red. Hier war der Untergrund in einem besonders intensiven, dunkleren Rot-Ton gehalten. Auch hier gilt die Schale als das früheste Stück.

## Beschreibung und Deutung
Das Innenbild nimmt nahezu den gesamten Innenraum der Schale, den Tondo, ein. Zentral wird ein Segelschiff gezeigt, das von rechts nach links fährt. Der Bug des Schiffes endet in einem Tierkopf, am Heck sind die Steuerruder gut erkennbar. Auf dem Schiff liegt eine überlebensgroße Gestalt, die als der Gott Dionysos gedeutet wird. Das Segel ist anders als der Rest des Bildes in weißer Farbe wiedergegeben, ein im schwarzfigurigen Stil übliches stilistisches Element. Aus dem Mast wachsen Weinranken, die rechts drei und links vier große Trauben tragen. Unter dem Schiff schwimmen zwei Delphine in die rechte, drei Delphine in die linke Richtung. Je ein weiterer Delphin findet sich jeweils links und rechts des Schiffes. Wenn auch nicht perspektivisch korrekt, soll damit angedeutet werden, dass die Meeressäuger das Schiff umschwimmen. Wie der Wein sind die Delphine Symbole des Dionysos. Neben den augenfälligen Bildinhalten finden sich auch diverse Details. Über das Schiff wächst Efeu und die Weinranken verwandeln sich in Schlangen. An der Seite des Schiffes sind zwei kleine Delphine aus dem Tongrund ausgespart. Der bärtige, langhaarige Gott selbst trägt eine Krone und in der Hand ein Füllhorn. Sein Umhang weist ein feines Muster auf.
Auf den beiden Außenseiten in der Henkelzone kämpfen jeweils sechs Krieger um eine Leiche. Auf einer Seite ist die Leiche noch in Waffen, auf der anderen Seite unbekleidet. An den Räumen zwischen den Henkeln sind Augen und Nasen aufgemalt.
Es gibt zwei Deutungen der Darstellung. Am verbreitetsten ist die Annahme, dass es sich um eine Wiedergabe des 7. Homerischen Hymnus handelt, in dem geschildert wird, wie Dionysos von tyrrhenischen Piraten gefangen wird. Diese waren sich nicht klar, wem sie sich gegenübersahen. Der Gott verwirrte ihre Gedanken und ließ sie ins Wasser springen, wo er sie in Delphine verwandelte. Die Darstellungen in der Henkelzone geben möglicherweise die Kämpfe um die Leichname des Patroklos und des Achilleus wieder, wobei Patroklos der entkleidete Leichnam ist. Eine zweite Deutung des Bildes ist, dass die Ankunft des Dionysos bei den Anthesterien von Athen gezeigt wird.